# Színikritikusok Díja

## 1979/1980
A legjobb új magyar dráma: Csurka István: Deficit
A legjobb előadás: Alekszandr Nyikolajevics Osztrovszkij: Jövedelmező állás (Nemzeti Színház, rendezte: Ascher Tamás)
A legjobb női alakítás: Bánsági Ildikó (Deficit, Pesti Színház)
A legjobb férfialakítás: Kállai Ferenc (Úrhatnám polgár, Nemzeti Színház)
A legjobb női epizódalakítás: Csákányi Eszter (Gyöngyélet, Kaposvári Csiky Gergely Színház)
A legjobb férfi epizódalakítás: Eperjes Károly (Gyöngyélet és Halmi, vagy a tékozló fiú, Kaposvári Csiky Gergely Színház) és Kézdy György (Don Juan, Várszínház; Háromszoros vivát, Agria Játékszín)
A legjobb díszlet: Pauer Gyula (Úrhatnám polgár és Jövedelmező állás, Nemzeti Színház; Halmi, vagy a tékozló fiú, Kaposvári Csiky Gergely Színház)
Különdíj: Benedek Miklós, Császár Angela és Szacsvay László a Budapest-Orfeum című előadásért

## 1980/1981
A legjobb új magyar dráma: Kornis Mihály: Halleluja
A legjobb előadás: Anton Pavlovics Csehov: Platonov (Pesti Színház, rendezte: Horvai István)
A legjobb női alakítás: Igó Éva (Lear király, Lila ákác és Csárdáskirálynő, Miskolci Nemzeti Színház)
A legjobb férfialakítás: Blaskó Péter (A tribádok éjszakája, Miskolci Nemzeti Színház)
A legjobb női mellékszereplő: Bodnár Erika (Halleluja, Nemzeti Színház) és Hernádi Judit (Párizsi élet, Vígszínház)
A legjobb férfi mellékszereplő: Sinkó László (IV. Henrik, Tarelkin halála és Halleluja, Nemzeti Színház)
A legjobb díszlet: Székely László (Tarelkin halála, Nemzeti Színház)
(Az 1980/1981-es kritikusdíj átadására csak 1988. december 5-én kerülhetett sor, bővebben ld. a Színház című folyóirat 1989. februári számát.)

## 1981/1982
A legjobb új magyar dráma: Örkény István: Forgatókönyv
A legjobb előadás: Peter Weiss: Marat/Sade (Kaposvári Csiky Gergely Színház, rendezte: Ács János)
A legjobb női alakítás: Udvaros Dorottya (Háromgarasos opera és Mirandolina, Nemzeti Színház)
A legjobb férfialakítás: Garas Dezső (Háromgarasos opera, Nemzeti Színház)
A legjobb női epizódalakítás: Gobbi Hilda (Boldogtalanok, Katona József Színház)
A legjobb férfi epizódalakítás: Major Tamás (Mirandolina, Nemzeti Színház)
A legjobb díszlet: David Borovszkij (Háromgarasos opera, Nemzeti Színház)

## 1982/1983
A legjobb új magyar dráma: Székely János: Vak Béla király
A legjobb előadás: Anton Pavlovics Csehov: A Manó (Katona József Színház, rendezte: Zsámbéki Gábor)
A legjobb női alakítás: Törőcsik Mari (A régi nyár, József Attila Színház) és Tímár Éva (Agónia és Peer Gynt, Miskolci Nemzeti Színház)
A legjobb férfialakítás: Bán János (Vonó lgnác, Szolnoki Szigligeti Színház)
A legjobb női mellékszereplő: Csonka Ibolya (A Manó, Katona József Színház)
A legjobb férfi mellékszereplő: Őze Lajos (Volpone, Várszínház)
A legjobb díszlet: Szlávik István (Peer Gynt, Miskolci Nemzeti Színház)
A legjobb jelmez: Szakács Györgyi (A revizor, Búcsúelőadás és János vitéz, Kaposvári Csiky Gergely Színház; Agónia és Peer Gynt, Miskolci Nemzeti Színház)
Különdíj: Raymond Queneau: Stílusgyakorlatok (Katona József Színház)

## 1983/1984
A legjobb új magyar dráma: Spiró György: Az imposztor
A legjobb előadás: Mihail Bulgakov: Menekülés (Katona József Színház, rendezte: Székely Gábor)
A legjobb női alakítás: Igó Éva (Lulu és Romeo és Júlia, Miskolci Nemzeti Színház) és Pap Vera (Farsang, Pesti Színház)
A legjobb férfialakítás: Cserhalmi György (Menekülés, Katona József Színház)
A legjobb női mellékszereplő: Csákányi Eszter (Hamlet, Kaposvári Csiky Gergely Színház)
A legjobb férfi mellékszereplő: Lukáts Andor (Hamlet és A kert, Kaposvári Csiky Gergely Színház)
A legjobb díszlet: Pauer Gyula (A Mester és Margarita, Kaposvári Csiky Gergely Színház)
A legjobb jelmez: Szakács Györgyi (Farsang, Pesti Színház; Lulu, Miskolci Nemzeti Színház)

## 1984/1985
A legjobb új magyar dráma: Nádas Péter: Találkozás
A legjobb előadás: Örkény István: Sötét galamb (Szolnoki Szigligeti Színház, rendezte: Ács János)
A legjobb női alakítás: Egri Kati (Sötét galamb, Szolnoki Szigligeti Színház)
A legjobb férfialakítás: Kállai Ferenc (Tartuffe, Várszínház)
A legjobb női mellékszereplő: Bodnár Erika (Az ember, az állat és az erény, Egri Gárdonyi Géza Színház)
A legjobb férfi mellékszereplő: Végvári Tamás (Az utolsó pohár, Tatabánya)
A legjobb díszlet: Kerényi József (Negyedik Henrik király, Miskolci Nemzeti Színház; A kétfejű fenevad, Pécsi Nemzeti Színház)
A legjobb jelmez: Szakács Györgyi (Cseresznyéskert, Tom Jones, Kaposvári Csiky Gergely Színház; Sötét galamb, Szolnoki Szigligeti Színház; Máli néni, Játékszín; Tündérlaki lányok, József Attila Színház; A calais-i polgárok, Győri Nemzeti Színház)

## 1985/1986
A legjobb új magyar dráma: –
A legjobb előadás: Anton Pavlovics Csehov: Három nővér (Katona József Színház, rendezte: Ascher Tamás)
A legjobb női alakítás: Básti Juli (Három nővér és Galócza, Katona József Színház), Molnár Piroska (Kozma, Kaposvári Csiky Gergely Színház) és Tímár Éva (Ének Phaedráért és Cseresznyéskert, Miskolci Nemzeti Színház; Az éjszaka a nappal anyja, Dunaújvárosi Bemutatószínpad)
A legjobb férfialakítás: Cserhalmi György (Coriolanus, Katona József Színház)
A legjobb női mellékszereplő: Törőcsik Mari (Félkegyelmű, József Attila Színház; Macskajáték, Játékszín; Trójai nők, Nemzeti Színház)
A legjobb férfi mellékszereplő: –
A legjobb díszlet: Jovanovics György (Csongor és Tünde, Egri Gárdonyi Géza Színház)
A legjobb jelmez: Szakács Györgyi (Három nővér és Coriolanus, Katona József Színház; Cseresznyéskert, Miskolci Nemzeti Színház)
Különdíj: Bálint András (Radnóti naplója, Radnóti Miklós Színpad)

## 1986/1987
A legjobb új magyar dráma: Spiró György: Csirkefej
A legjobb előadás: Spiró György: Csirkefej (Katona József Színház, rendezte: Zsámbéki Gábor)
A legjobb női alakítás: Udvaros Dorottya (Catullus és Három lány kékben, Katona József Színház)
A legjobb férfialakítás: Blaskó Péter (Galilei élete, Miskolci Nemzeti Színház) és Tordy Géza (Az ügynök halála, Vígszínház)
A legjobb női mellékszereplő: Csomós Mari (Csirkefej, Katona József Színház)
A legjobb férfi mellékszereplő: Varga Zoltán (Csirkefej, Katona József Színház)
A legjobb díszlet: Antal Csaba (Catullus, Katona József Színház; Örökösök és A kínkastély, Szolnoki Szigligeti Színház)
A legjobb jelmez: Szakács Györgyi (Catullus és Három lány kékben, Katona József Színház; Galilei élete, Miskolci Nemzeti Színház)
Különdíj: Jordán Tamás az Amit szívedbe rejtesz című előadásért

## 1987/1988
A legjobb új magyar dráma: Sütő András: Álomkommandó
A legjobb előadás: Nyikolaj Erdman: Az öngyilkos (Kaposvári Csiky Gergely Színház, rendezte: Ascher Tamás)
A legjobb női alakítás: Törőcsik Mari (Kozma, Pesti Színház; Az oroszlán télen, József Attila Színház)
A legjobb férfialakítás: Koltai Róbert (Az öngyilkos, Kaposvári Csiky Gergely Színház)
A legjobb női mellékszereplő: Pap Vera (Kozma, Pesti Színház; A vágy villamosa, Vígszínház)
A legjobb férfi mellékszereplő: Kulka János (Az öngyilkos, Kaposvári Csiky Gergely Színház)
A legjobb díszlet: Csikós Attila (Doktor Zsivago, Szolnoki Szigligeti Színház)
A legjobb jelmez: Szakács Györgyi (több munkájáért)

## 1988/1989
A legjobb új magyar dráma: Eörsi István: A kihallgatás
A legjobb előadás: Molière: A mizantróp (Katona József Színház, rendezte: Székely Gábor)
A legjobb női alakítás: Csákányi Eszter (Yvonne, burgundi hercegnő, Kaposvári Csiky Gergely Színház)
A legjobb férfialakítás: Balkay Géza (Kutyaszív, Katona József Színház; Teljes napfogyatkozás, Ódry Színpad)
A legjobb női mellékszereplő: Eszenyi Enikő (Éjjeli menedékhely és Körmagyar, Vígszínház)
A legjobb férfi mellékszereplő: –
A legjobb díszlet: Khell Csörsz (Ahogy tesszük, Vígszínház; Vízkereszt, Katona József Színház)
A legjobb jelmez: Szakács Györgyi (több munkájáért)

## 1989/1990
A legjobb új magyar dráma: Eörsi István: Az interjú
A legjobb előadás: Anton Pavlovics Csehov: Platonov (Katona József Színház, rendezte: Ascher Tamás)
A legjobb női alakítás: Takács Katalin (Anna Karenina pályaudvar, Radnóti Miklós Színház)
A legjobb férfialakítás: Gábor Miklós (Az interjú, Játékszín)
A legjobb női mellékszereplő: Eszenyi Enikő (Koldusopera, Vígszínház) és Törőcsik Mari (Csoda, József Attila Színház)
A legjobb férfi mellékszereplő: –
A legjobb díszlet: Antal Csaba (Platonov, Katona József Színház)
A legjobb jelmez: Szakács Györgyi (több munkájáért)
Különdíj: Ruszt József és a Független Színpad

## 1990/1991
A legjobb új magyar dráma: –
A legjobb rendezés: Taub János (Száz év magány, Szolnoki Szigligeti Színház)
A legjobb női alakítás: Törőcsik Mari (Száz év magány, Szolnoki Szigligeti Színház)
A legjobb férfialakítás: Szarvas József (Leonce és Léna, Budapesti Kamaraszínház; Az út végén a folyó, Pesti Színház)
A legjobb női mellékszereplő: Pap Vera (Leonce és Léna, Budapesti Kamaraszínház; Az út végén a folyó, Pesti Színház)
A legjobb férfi mellékszereplő: Derzsi János (Az út végén a folyó, Pesti Színház)
A legjobb díszlet: Antal Csaba (Valahol Oroszországban, Kaposvári Csiky Gergely Színház; A titkos elragadtatás, Katona József Színház)
A legjobb jelmez: –
Különdíj: Eszenyi Enikő a Leonce és Léna rendezéséért

## 1991/1992
A legjobb új magyar dráma: Forgách András: Vitellius
A legjobb rendezés: Ascher Tamás (A mizantróp, Kaposvári Csiky Gergely Színház; Katharina Blum elvesztett tisztessége, Kamra)
A legjobb női alakítás: Básti Juli (Katharina Blum elvesztett tisztessége, Kamra)
A legjobb férfialakítás: Sinkó László (A színházcsináló, Budapesti Kamaraszínház)
A legjobb női mellékszereplő: Lázár Kati (A kezdet vége, Katona József Színház; Katharina Blum elvesztett tisztessége, Kamra)
A legjobb férfi mellékszereplő: –
A legjobb díszlet: Khell Zsolt (A mizantróp, Kaposvári Csiky Gergely Színház; Katharina Blum elvesztett tisztessége, Kamra)
A legjobb jelmez: Szakács Györgyi (az évadban nyújtott teljesítményéért)
Különdíj: Kornis Mihály (Jegyzőkönyv, Kamra)

## 1992/1993
A legjobb új magyar dráma: Parti Nagy Lajos: Ibusár
A legjobb rendezés: Eszenyi Enikő (West Side Story, Vígszínház)
A legjobb női alakítás: Csákányi Eszter (Akárki, Kamra) és Takács Katalin (Az idő és a szoba, Radnóti Miklós Színház)
A legjobb férfialakítás: –
A legjobb női mellékszereplő: Bertalan Ágnes (Müller táncosai, Kamra)
A legjobb férfi mellékszereplő: –
A legjobb díszlet: Antal Csaba (Szerbusz, Tolsztoj!, Merlin Színház és Veszprémi Petőfi Színház)
A legjobb jelmez: Szakács Györgyi

## 1993/1994
A legjobb új magyar dráma: –
A legjobb rendezés: Ascher Tamás (Ma este improvizálunk, Katona József Színház; Jelenetek egy kivégzésből, Kaposvári Csiky Gergely Színház) és Mohácsi János (Itt a vége, pedig milyen unalmas napnak indult, Nyíregyházi Móricz Zsigmond Színház)
A legjobb női alakítás: Molnár Piroska (Jelenetek egy kivégzésből, Kaposvári Csiky Gergely Színház)
A legjobb férfi alakítás: Garas Dezső (Godot-ra várva és A nagybácsi álma, Művész Színház)
A legjobb női mellékszereplő: –
A legjobb férfi mellékszereplő: Haumann Péter (Ma este improvizálunk, Katona József Színház; Rosmersholm és Vőlegény, Radnóti Miklós Színház)
A legjobb díszlet: Kentaur (A heilbronni Katica, Vígszínház) és Igor Popov (A nagybácsi álma, Művész Színház)
A legjobb jelmez: Bartha Andrea (A heilbronni Katica és a Mesél a Bécsi Erdő, Vígszínház)

## 1994/1995
A legjobb új magyar dráma: –
A legjobb rendezés: Mohácsi János (Istenítélet, Kaposvár)
A legjobb szórakoztató/kommersz előadás: –
A legjobb alternatív előadás: William Shakespeare: Szentivánéji álom (Csányi János és társulata, rendezte: Csányi János)
A legjobb női alakítás: Csomós Mari (Csongor és Tünde és Patika, Új Színház)
A legjobb férfi alakítás: Cserhalmi György (Don Juan, Új Színház) és Kulka János (A szarvaskirály és A király mulat, Radnóti Színház; Háztűznéző, Radnóti Színház és Soproni Petőfi Színház; Szentivánéji álom, Csányi János és társulata)
A legjobb férfi mellékszereplő: Scherer Péter (Szentivánéji álom, Csányi János és társulata)
A legjobb díszlet: Antal Csaba (Don Juan, Új Színház)
A legjobb jelmez: Szakács Györgyi (Don Juan, Új Színház; A fösvény, Katona József Színház)
Különdíj: Petri György a Don Juan fordításáért

## 1995/1996
A legjobb új magyar dráma: Parti Nagy Lajos: Mauzóleum
A legjobb rendezés: Gothár Péter (Nem félünk a farkastól, Radnóti Színház és Dunaújvárosi Bartók Kamaraszínház és Művészetek Háza)
A legjobb zenés előadás: Dés László – Geszti Péter – Békés Pál: A dzsungel könyve (Pesti Színház, rendezte: Hegedűs D. Géza)
A legjobb alternatív előadás: Csáth Géza: Zách Klára (Stúdió K, rendezte: Fodor Tamás)
A legjobb női alakítás: Csomós Mari (Nem félünk a farkastól, Radnóti Színház és Dunaújvárosi Bartók Kamaraszínház és Művészetek Háza; Vénász, Új Színház)
A legjobb férfialakítás: Kamarás Iván (Othello, Budapesti Kamaraszínház)
A legjobb női mellékszereplő: Lázár Kati (Vérnász és Ivanov, Új Színház)
A legjobb férfi mellékszereplő: Holl István (Ivanov, Új Színház)
A legjobb díszlet: Antal Csaba (Ivanov, Új Színház) és Bagossy Levente (Leonce és Léna, Kecskeméti Katona József Színház)
A legjobb jelmez: Szakács Györgyi (Elnöknők, Kamra; Az öreg hölgy látogatása, Kaposvári Csiky Gergely Színház)
Különdíj: Kiss Csaba a Győri Padlásszínház előadásaiért

## 1996/1997
A legjobb új magyar dráma: Hamvai Kornél: Körvadászat
A legjobb rendezés: Valló Péter (Ványa bácsi, Radnóti Miklós Színház)
A legjobb szórakoztató-zenés előadás: Lehár Ferenc: Luxemburg grófja (Kaposvári Csiky Gergely Színház, rendezte: Ascher Tamás)
A legjobb alternatív előadás: –
A legjobb női alakítás: Csoma Judit (A vágy villamosa, Nyíregyházi Móricz Zsigmond Színház)
A legjobb férfialakítás: Haumann Péter (Az eltört korsó, Katona József Színház)
A legjobb női mellékszereplő: Schell Judit (Ványa bácsi és Anconai szerelmesek, Radnóti Miklós Színház)
A legjobb férfi mellékszereplő: Szervét Tibor (Ványa bácsi és Anconai szerelmesek, Radnóti Miklós Színház)
A legjobb díszlet: Khell Zsolt (Figaro házassága, Új Színház; „Művészet”, Katona József Színház; A csendestárs, Kamra; Tom Paine, Kaposvári Csiky Gergely Színház)
A legjobb jelmez: Bartha Andrea (Sirály, Budapesti Kamaraszínház; Olasz szalmakalap, Vígszínház)

## 1997/1998
A legjobb új magyar dráma: Spiró György: Kvartett
A legjobb előadás: Anton Pavlovics Csehov: Ványa bácsi (Nyíregyházi Móricz Zsigmond Színház, rendezte: Szász János)
A legjobb rendezés: Alföldi Róbert (A velencei kalmár, Tivoli Színház)
A legjobb szórakoztató-zenés előadás: Csepreghy Ferenc: Sárga csikó (Kaposvári Csiky Gergely Színház, rendezte: Bezerédi Zoltán)
A legjobb alternatív előadás: Schilling Árpád: Kicsi, avagy mi van, ha a tiszavirágnak rossz napja van (Krétakör Színház, rendezte: Schilling Árpád)
A legjobb női alakítás: Törőcsik Mari (Ártatlan bűnösök, Szolnoki Szigligeti Színház; Képcsinálók, Thália Színházi Társaság)
A legjobb férfialakítás: Rátóti Zoltán (A velencei kalmár, Tivoli Színház)
A legjobb női mellékszereplő: Spolarics Andrea (Díszelőadás és Titanic vízirevü, Bárka Színház)
A legjobb férfi mellékszereplő: Magyar Attila (Tréfa, szatíra, irónia és mélyebb értelem, Új Színház)
A legjobb díszlet: Menczel Róbert (Bűn és bűnhődés, Győri Nemzeti Színház; VIII. Henrik, Radnóti Színház; Három húg, Szegedi Nemzeti Színház)
A legjobb jelmez: Dőry Virág (Régi idők mozija és Zűrzavaros éjszaka, Radnóti Színház); és Zeke Edit (Koldusopera, Új Színház; VIII. Henrik, Radnóti Színház)
Különdíj: Székely Gábor az Új Színházban folyó hároméves műhelymunkáért és a fiatal rendezők helyzetbe hozásáért

## 1998/1999
A legjobb új magyar dráma: Tasnádi István: Közellenség
A legjobb előadás: Mohácsi István – Mohácsi János – Faragó Béla: Krétakör (Nyíregyházi Móricz Zsigmond Színház, rendezte: Mohácsi János)
A legjobb rendező: Zsótér Sándor (Pericles, Kamra; Falstaff, Szegedi Nemzeti Színház)
A legjobb zenés előadás: Voltaire – Eörsi István – Melis László: Candide (Bolygó Kultusz Motel, Thália Színház és Budapesti Kamaraszínház, rendezte: Kamondi Zoltán)
A legjobb alternatív előadás: Pintér Béla: Népi rablét (Szkéné Színház, rendezte: Pintér Béla)
A legjobb női főszereplő: Csomós Mari (Erdő, Radnóti Színház)
A legjobb férfi főszereplő: Gazsó György (Krétakör, Nyíregyházi Móricz Zsigmond Színház)
A legjobb női mellékszereplő: Szirtes Ági (Portugál, Közellenség és Pericles, Kamra)
A legjobb férfi mellékszereplő: Varga Zoltán (Portugál, Kamra)
A legjobb díszlet: Ambrus Mária (Pericles, Kamra; Rettegés és ínség, Radnóti Színház; Ibusár, Játékszín)
A legjobb jelmez: Benedek Mari (Pericles, Kamra; Rettegés és ínség, Radnóti Színház; Ibusár, Játékszín; Hamupipőke, Erkel Színház)
A legígéretesebb pályakezdés: Schilling Árpád (Baal, Zsámbéki Színházi Bázis és Kamra; Közellenség, Kamra; Liliom, Színház- és Filmművészeti Főiskola)
Különdíj: Telihay Péter (Csehov-trilógia, Szegedi Nemzeti Színház)

## 1999/2000
A legjobb új magyar dráma: Hamvai Kornél: Hóhérok hava
A legjobb előadás: Franz Xaver Kroetz: A vágy (Thália Színház, rendezte: Ascher Tamás)
A legjobb rendező: Ascher Tamás (Hóhérok hava, Katona József Színház)
A legjobb zenés előadás: Stephen Sondheim – Christopher Bond – Hugh Wheeler: Sweeney Todd (Kaposvári Csiky Gergely Színház, rendezte: Ascher Tamás)
A legjobb alternatív előadás: Pintér Béla: Kórház – Bakony (Szkéné Színház, rendezte: Pintér Béla)
A legjobb női főszereplő: Fullajtár Andrea (Kés a tyúkban, Kamra)
A legjobb férfi főszereplő: Kovács Zsolt (Rokonok, Kaposvári Csiky Gergely Színház)
A legjobb női mellékszereplő: Lázár Kati (Tótferi, Bárka Színház)
A legjobb férfi mellékszereplő: Némedi Árpád (Világjobbítók, Kaposvári Csiky Gergely Színház)
A legjobb díszlet: Khell Zsolt (Sweeney Todd, Kaposvári Csiky Gergely Színház; Tótferi, Bárka Színház; Hóhérok hava, Katona József Színház; A vágy, Thália Színház)
A legjobb jelmez: Füzér Anni (Cselédek, Nyíregyháza; Játék a kastélyban, Kamra; Diszkó disznók, Vígszínház; Macska a forró tetőn, Pesti Színház)
A legígéretesebb pályakezdés: Kocsis Gergely (Kés a tyúkban, Kamra)
Különdíj: Hamvai Kornél az Iglic fordításáért

## 2000/2001
A legjobb új magyar dráma: –
A legjobb előadás: Joseph Heller – Mohácsi István – Mohácsi János: Megbombáztuk Kaposvárt (Kaposvári Csiky Gergely Színház, rendezte: Mohácsi János)
A legjobb rendezés: Zsámbéki Gábor (Tartuffe, Katona József Színház)
A legjobb zenés előadás: William Shakespeare: Szentivánéji álom (Szegedi Nemzeti Színház, rendezte: Zsótér Sándor)
A legjobb szórakoztató előadás: Johann Nepomuk Nestroy: A talizmán (Katona József Színház, rendezte: Máté Gábor)
A legjobb alternatív előadás: Pintér Béla: A sehova kapuja (Szkéné – Picaro Társulat, rendezte: Pintér Béla)
A legjobb gyerekelőadás: Balla Zsófia – Szőke Szabolcs: Rózsa és Ibolya (Stúdió K, rendezte: Fodor Tamás)
A legjobb női főszereplő: Kováts Adél (Amerikai Elektra, Budapesti Kamaraszínház)
A legjobb férfi főszereplő: Gálffi László (Edmund Kean, Thália Színház)
A legjobb női mellékszereplő: Fullajtár Andrea (A talizmán, Katona József Színház)
A legjobb férfi mellékszereplő: Fekete Ernő (Bakkhánsnők, Kamra; A talizmán, Katona József Színház)
A legjobb díszlet: Ambrus Mária (Szentivánéji álom, Szegedi Nemzeti Színház; Bakkhánsnők, Kamra)
A legjobb jelmez: Benedek Mari (Szentivánéji álom, Szegedi Nemzeti Színház; Bakkhánsnők, Kamra)
A legígéretesebb pályakezdés: Hámori Gabriella (Alkésztisz és Liliom, Színház- és Filmművészeti Egyetem)
Különdíj: Az Uniófesztivál szervezői
A Fővárosi Önkormányzat díja: Közép-Európa Táncszínház az Alkonyodó és A mandarin című előadásaiért

## 2001/2002
A legjobb új magyar dráma: Háy János: A Gézagyerek
A legjobb előadás: Weöres Sándor: Szent György és a Sárkány (Katona József Színház, rendezte: Zsámbéki Gábor)
A legjobb rendezés: Zsótér Sándor  (Galilei élete, Szegedi Nemzeti Színház)
A legjobb szórakoztató/zenés előadás: –
A legjobb alternatív előadás: Georg Büchner: W – Munkáscirkusz (Krétakör Színház, rendezte: Schilling Árpád)
A legjobb gyerekelőadás: Lázár Ervin: Retemetesz (Kolibri Színház, rendezte: Balla Margit) és Rumi László: Árnyak színháza (Ciróka Bábszínház, rendezte: Rumi László)
A legjobb női főszereplő: Törőcsik Mari (Szent György és a Sárkány, Katona József Színház)
A legjobb férfi főszereplő: Király Levente (Galilei élete, Szegedi Nemzeti Színház)
A legjobb női mellékszereplő: Schell Judit (A kripli, Radnóti Színház)
A legjobb férfi mellékszereplő: Trill Zsolt (Bolha a fülbe és Álszentek összeesküvése, Új Színház)
A legjobb díszlet: Khell Csörsz (Szent György és a Sárkány, Katona József Színház)
A legjobb jelmez: Szakács Györgyi (Szent György és a Sárkány, Katona József Színház; Erdő, Kaposvári Csiky Gergely Színház)
A legígéretesebb pályakezdő: Rezes Judit (Szétbombázva, Thália Színház; Top Dogs, Kamra)
Különdíj: Mácsai Pál a Madách Kamara megújításáért
A Fővárosi Önkormányzat különdíja: Ilja próféta (Sepsiszentgyörgyi Tamási Áron Színház, rendezte: Bocsárdi László) a Vendégségben Budapesten című sorozat vendégjátéka

## 2002/2003
A legjobb új magyar dráma: Kárpáti Péter: A negyedik kapu
A legjobb előadás: Hans Henny Jahnn: Medea (Radnóti Színház, rendezte: Zsótér Sándor)
A legjobb rendezés: Zsótér Sándor (Medea, Radnóti Színház)
A legjobb szórakoztató/zenés előadás: Pintér Béla: Parasztopera (Szkéné Színház, rendezte: Pintér Béla)
A legjobb alternatív előadás: Michel de Ghelderode: Bolondok iskolája (Maladype Találkozások Színháza, rendezte: Balázs Zoltán)
A legjobb gyerekelőadás: –
A legjobb női főszereplő: Csomós Mari (Medea, Radnóti Színház)
A legjobb férfi főszereplő: Bertók Lajos (Egy őrült naplója, Budapesti Kamaraszínház) és Fekete Ernő (Az idióta, Katona József Színház)
A legjobb női mellékszereplő: Béres Ilona (Borisz Godunov, Madách Kamara) és Karna Margit (Nem fáj!, Szabadkai Népszínház Magyar Társulata)
A legjobb férfi mellékszereplő: –
A legjobb díszlet: Ambrus Mária (Medea, Radnóti Színház; A törpe, Magyar Állami Operaház)
A legjobb jelmez: Benedek Mari (Medea, Radnóti Színház; A törpe, Magyar Állami Operaház)
A legígéretesebb pályakezdő: –
Különdíj: Mátyás Irén a Zsámbéki Nyári Színházért
A Fővárosi Önkormányzat különdíja: Borisz Godunov (Madách Kamara, rendezte: Kovalik Balázs)

## 2003/2004
A legjobb új magyar dráma: Spiró György: Koccanás és Mohácsi István – Mohácsi János: Csak egy szög
A legjobb előadás: Anton Pavlovics Csehov: Siráj (Krétakör Színház, rendezte: Schilling Árpád)
A legjobb rendezés: Vidnyánszky Attila (Roberto Zucco, Új Színház)
A legjobb zenés/szórakoztató előadás: –
A legjobb független színházi előadás: William Shakespeare: Bozgorok (Honvéd Kamaraszínház, rendezte: Rusznyák Gábor)
A legjobb gyerekelőadás: Mosonyi Aliz: Hamupipőke (Stúdió K – Nemzeti Színház, rendezte: Fodor Tamás)
A legjobb női főszereplő: Béres Ilona (Theomachia, Bárka Színház)
A legjobb férfi főszereplő: Trill Zsolt (Roberto Zucco, Új Színház)
A legjobb női mellékszereplő: –
A legjobb férfi mellékszereplő: Hunyadkürti György (Csak egy szög, Kaposvári Csiky Gergely Színház)
A legjobb díszlet: Mezei Kinga (Via Italia, Újvidéki Színház)
A legjobb jelmez: Benedek Mari (A kaukázusi krétakör, Vígszínház; Stuart Mária, Bárka Színház)
A legígéretesebb pályakezdő: Szandtner Anna
Különdíj: Kovács Márton a Csak egy szög zenéjéért
A Fővárosi Önkormányzat különdíja: Kövek (Kolibri Színház, rendezte: Stefo Nantsou)

## 2004/2005
A legjobb új magyar dráma: Térey János: A Nibelung-lakópark
A legjobb előadás: Euripidész: Médeia (Katona József Színház, rendezte: Zsámbéki Gábor)
A legjobb rendezés: Zsótér Sándor (Adrienne, Kecskeméti Katona József Színház) és Zsámbéki Gábor (Médeia, Katona József Színház)
A legjobb zenés-szórakoztató előadás: –
A legjobb független színházi előadés: Pintér Béla: A sütemények királynője (Pintér Béla Társulat, rendezte: Pintér Béla)
A legjobb gyerekelőadás: Szilágyi Andor: Kelekótya Jonathán (Stúdió K, rendezte: Fodor Tamás)
A legjobb női főszereplő: Fullajtár Andrea (Médeia, Katona József Színház)
A legjobb férfi főszereplő: Kulka János (III. Richárd, Nemzeti Színház)
A legjobb női mellékszereplő: Balogh Erika (Adrienne, Kecskeméti Katona József Színház)
A legjobb férfi mellékszereplő: Máté Gábor (Médeia, Katona József Színház)
A legjobb díszlet: Bagossy Levente (Ledarálnakeltűntem, Kamra)
A legjobb jelmez: Szakács Györgyi (Így él a világ, Katona József Színház)
A legígéretesebb pályakezdő: Keresztes Tamás
Különdíj: Sáry László a Négerek zenéjéért
A Fővárosi Önkormányzat különdíja: Szervét Tibor (IV. Henrik, Radnóti Miklós Színház)

## 2005/2006
A legjobb új magyar dráma: Papp András – Térey János: Kazamaták
A legjobb előadás: Henrik Ibsen: Peer Gynt (Krétakör Színház, rendezte: Zsótér Sándor) és William Shakespeare: Troilus és Cressida (Katona József Színház, rendezte: Silviu Purcărete)
A legjobb rendezés: Silviu Purcărete (Troilus és Cressida, Katona József Színház)
A legjobb zenés/szórakoztató előadás: Mel Brooks – Thomas Meehan: Producerek (Madách Színház, rendezte: Szirtes Tamás)
A legjobb független színházi előadás: Pintér Béla: Anyám orra (Pintér Béla és Társulata, rendezte: Pintér Béla)
A legjobb gyerekelőadás: Bagossy László: A sötétben látó tündér (Örkény Színház, rendezte: Bagossy László)
A legjobb női főszereplő: Hámori Gabriella (Az üvegcipő és Elektra, Örkény Színház)
A legjobb férfi főszereplő: Gyabronka József (Peer Gynt, Krétakör Színház)
A legjobb női mellékszereplő: Péter Hilda (Godot-ra várva, Sepsiszentgyörgyi Tamási Áron Színház)
A legjobb férfi mellékszereplő: Fodor Tamás (Elektra, Örkeny Színház; Barbara őrnagy, Stúdió „K”)
A legjobb díszlet: Helmut Stürmer (Troilus és Cressida, Katona József Színház)
A legjobb jelmez: Helmut Stürmer (Troilus és Cressida, Katona József Színház)
A legígéretesebb pályakezdő: Tornyi Ildikó (Lila akác, Pesti Színház)
Különdíj: A Mozart-maraton alkotóinak
Posztumusz életműdíj: Bertók Lajos
A Fővárosi Önkormányzat különdíja: László Zsolt (Oidipusz, Nemzeti Színház)

## 2006/2007
A legjobb új magyar dráma: Tasnádi István: Finito
A legjobb előadás: Carlo Goldoni: A karnevál utolsó éjszakája (Katona József Színház, rendezte: Zsámbéki Gábor)
A legjobb rendezés: Gothár Péter (Trakhiszi nők, Kamra)
A legjobb zenés/szórakoztató előadás: Richard Alfieri: Hat hét, hat tánc (Thália Színház, rendezte: Ilan Eldad)
A legjobb független színházi előadás: Peer Krisztián – Vajdai Vilmos: Keresők (TÁP Színház, rendezte: Vajdai Vilmos)
A legjobb gyerekelőadás: Mosonyi Alíz: Diótörő Ferenc és a nagy szalonnaháború (Stúdió K, rendezte: Fodor Tamás)
A legjobb női főszereplő: Ónodi Eszter (Trakhiszi nők, Kamra)
A legjobb férfi főszereplő: Hegedűs D. Géza (Az ünnep, Pesti Színház)
A legjobb női mellékszereplő: Fullajtár Andrea (A karnevál utolsó éjszakája, Katona József Színház)
A legjobb férfi mellékszereplő: Debreczeny Csaba (Finito, Örkény Színház)
A legjobb díszlet: Gothár Péter (Trakhiszi nők, Kamra)
A legjobb jelmez: Szakács Györgyi (A karnevál utolsó éjszakája, Katona József Színház)
A legígéretesebb pályakezdő: Dömötör András rendezőként (Vízkereszt…, Örkény Színház; A párnaember, Egri Gárdonyi Géza Színház) és Simkó Katalin (A vadkacsa, Katona József Színház)
Különdíj: Horváth Károly a Finito zenéjéért és Kovács Márton az 56 06 / őrült lélek vert hadak zenéjéért
A Fővárosi Önkormányzat különdíja: Varju Kálmán (Harmónia, Pesti Színház)

## 2007/2008
A legjobb új magyar dráma: Térey János: Asztalizene
A legjobb előadás: A képzelt beteg (Pécsi Nemzeti Színház, rendezte: Mohácsi János) és Ványa bácsi (Kolozsvári Állami Magyar Színház, rendezte: Andrei Șerban)
A legjobb rendezés: Zsótér Sándor (Az öreg hölgy látogatása, József Attila Színház)
A legjobb zenés/szórakoztató előadás: Szomorú vasárnap (Szabadkai Népszínház, rendezte: Kovács Frigyes)
A legjobb független színházi előadás: Garaczi László: Plazma (KoMa Társulat)
A legjobb gyerekelőadás: –
A legjobb női főszereplő: Ladányi Andrea (Az öreg hölgy látogatása, József Attila Színház)
A legjobb férfi főszereplő: Dolmány Attila (Árpádház, Budapesti Kamaraszínház)
A legjobb női mellékszereplő: Herczeg Adrienn (A képzelt beteg, Pécsi Nemzeti Színház)
A legjobb férfi mellékszereplő: Pálffy Tibor (Yvonne, burgundi hercegnő, Sepsiszentgyörgyi Tamási Áron Színház)
A legjobb díszlet: Bagossy Levente (Asztalizene, Radnóti Miklós Színház)
A legjobb jelmez: Nagy Fruzsina (A nagyratörő, Egri Gárdonyi Géza Színház)
A legígéretesebb pályakezdő: Krisztik Csaba (A sasfiók, Debreceni Csokonai Színház)
Különdíj: Notóriusok című sorozat (Katona József Színház)

## 2008/2009
A legjobb új magyar dráma: Varró Dániel – Szabó Borbála: Líra és Epika
A legjobb előadás: Arthur Miller: Istenítélet (Pécsi Nemzeti Színház, rendezte: Mohácsi János)
A legjobb rendezés: Zsótér Sándor (A velencei kalmár, Egri Gárdonyi Géza Színház)
A legjobb zenés/szórakoztató előadás: Julian Crouch – Phelim McDermott – The Tiger Lillies: Jógyerekek képeskönyve (Örkény Színház – Művészetek Palotája, rendezte: Ascher Tamás)
A legjobb független színházi előadás: Tasnádi István: Fédra Fitness (KoMa Társulat és ALKA.T, rendezte: Tasnádi István)
A legjobb gyerekelőadás: Zalán Tibor: Rettentő görög vitéz (Stúdió K, rendezte: Fodor Tamás)
A legjobb női főszereplő: Csákányi Eszter (Fédra Fitness, KoMa Társulat – ALKA.T; A hét asszonya, Nemzeti Színház – Kék Produkciós Iroda – Orlai Produkció – Budapesti Tavaszi Fesztivál)
A legjobb férfi főszereplő: Hajduk Károly (Éhség, Kamra) és Pálfi Ervin (A Gézagyerek, Szabadkai Népszínház)
A legjobb női mellékszereplő: Börcsök Enikő (Augusztus Oklahomában, Vígszínház)
A legjobb férfi mellékszereplő: Széles László (Jógyerekek képeskönyve, Örkény Színház)
A legjobb díszlet: Ambrus Mária (A velencei kalmár, Egri Gárdonyi Géza Színház)
A legjobb jelmez: Nagy Fruzsina (Jógyerekek képeskönyve, Örkény Színház)
A legígéretesebb pályakezdő: Tenki Réka (Barbárok, Katona József Színház)
Különdíj: Kovács Márton az Istenítélet zenéjéért
A Fővárosi Önkormányzat Különdíja: Ötvös András (Homburg herceg, Örkény Színház)

## 2009/2010
A legjobb új magyar dráma: Háy János: Völgyhíd
A legjobb előadás: Weöres Sándor: A kétfejű fenevad (Katona József Színház, rendezte: Máté Gábor)
A legjobb rendezés: Bagossy László (Kasimir és Karoline, Örkény Színház)
A legjobb zenés/szórakoztató előadás: John Kander – Fred Ebb – Bob Fosse: Chicago (HOPPart, rendezte: Zsótér Sándor)
A legjobb független színházi előadás: Vinnai András – Turai Tamás – Róbert Júlia – Bodó Viktor: Kockavető (Szputnyik Hajózási Társaság, rendezte: Bodó Viktor)
A legjobb gyerek- és ifjúsági előadás: Veres András: Keresztanya (Orlai Produkció – Egri Harlekin Bábszínház, rendezte: Csató Kata)
A legjobb női főszereplő: Kerekes Éva (Arturo Ui feltartóztatható felemelkedése, Örkény Színház) és Törőcsik Mari (Naphosszat a fákon, Kaposvári Csiky Gergely Színház)
A legjobb férfi főszereplő: Fekete Ernő (Othello, Vígszínház; A kétfejű fenevad, Katona József Színház; Mennyekbe vágtató prolibusz, Sufni)
A legjobb női mellékszereplő: Hámori Gabriella (Kasimir és Karoline, Örkény Színház)
A legjobb férfi mellékszereplő: Máté Gábor (A szerelem diadala, Katona József Színház)
A legjobb díszlet: Ambrus Mária (Arturo Ui feltartóztatható felemelkedése, Örkény Színház)
A legjobb jelmez: Benedek Mari (Arturo Ui feltartóztatható felemelkedése, Örkény Színház)
A legjobb színházi zene: Kovács Márton (Úri muri, Nemzeti Színház; Az elveszett levél, Pécsi Nemzeti Színház; A falu rossza, Kaposvári Csiky Gergely Színház)
A legígéretesebb pályakezdő: Ötvös András (Arturo Ui feltartóztatható felemelkedése, Örkény Színház; Csörgess meg!, Egri Gárdonyi Géza Színház)
Különdíj: Alföldi Róbert a Nemzeti Színház megújításáért
Fővárosi Színházi Díj (a színikritikusok döntése alapján): Molnár Piroska (Ármány és szerelem és Vadászjelenetek Alsó-Bajorországból, Nemzeti Színház; Macskajáték, Örkény Színház)

## 2010/2011

### A legjobb új magyar dráma
- 'Térey János': Jeremiás avagy isten hidege

Háy János: Nehéz
Kovács Márton – Mohácsi István – Mohácsi János: Egyszer élünk avagy a tenger azontúl tűnik semmiségbe

### A legjobb előadás
- Kovács Márton – Mohácsi István – Mohácsi János: Egyszer élünk avagy a tenger azontúl tűnik semmiségbe (Nemzeti Színház, rendezte: Mohácsi János)

Friedrich Dürrenmatt: János király (Örkény Színház, rendezte: Bagossy László)
Molière: A mizantróp (Katona József Színház, rendezte: Zsámbéki Gábor)

### A legjobb rendezés
- Bagossy László (János király, Örkény Színház)

Kovalik Balázs (Mefistofele, Magyar Állami Operaház)
Zsámbéki Gábor (A mizantróp, Katona József Színház)

### A legjobb zenés/szórakoztató előadás
- Joe Masteroff – John Kander – Fred Ebb: Cabaret (Centrál Színház, rendezte: Bozsik Yvette)

Eugène Labiche: Egy olasz szalmakalap (József Attila Színház, rendezte: Zsótér Sándor)
Tóth Ede: A falu rossza (Vajdasági Tanyaszínház, rendezte: Táborosi Margaréta)

### A legjobb független színházi előadás
- William Shakespeare – Gáspár Ildikó – Bánki Gergely: Korijolánusz (HOPPart Társulat, rendezte: Polgár Csaba)

Székely János: Caligula helytartója (FÜGE – Vádli Alkalmi Színházi Társulás – Zsámbéki Színházi Bázis, rendezte: Szikszai Rémusz)
Pierre-Augustin Caron de Beaumarchais: Figaro házassága (Maladype Színház, rendezte: Zsótér Sándor)
Mundruczó Kornél – Bíró Yvette: Nehéz istennek lenni (Trafó – NXTSTP, rendezte: Mundruczó Kornél)
Pintér Béla: Tündöklő középszer (Pintér Béla és Társulata, rendezte: Pintér Béla)

### A legjobb gyerek- és ifjúsági előadás
- Tasnádi István: Cyber Cyrano (Kolibri Színház, rendezte: Vidovszky György)
- Frances Hodgson Burnett – Jeles András: A kis lord (Szombathelyi Weöres Sándor Színház, rendezte: Jeles András)

Parti Nagy Lajos: A pecsenyehattyú és más mesék (Győri Vaskakas Bábszínház, rendezte: Pelsőczy Réka)

### A legjobb női főszereplő
- Mészáros Sára (A selyemcipő, Egri Gárdonyi Géza Színház)
- Molnár Piroska (Én vagyok a Te, Nemzeti Színház)

Fullajtár Andrea (Nordost, Katona József Színház)

### A legjobb férfi főszereplő
- Mucsi Zoltán (Nehéz, Bárka Színház)

Fekete Ernő (A mizantróp, Katona József Színház)
Keresztes Tamás (Cabaret, Centrál Színház)

### A legjobb női mellékszereplő
- Lázár Kati (Nehéz, Bárka Színház)

Szirtes Ági (Cigányok, Katona József Színház)
Törőcsik Mari (Figaro házassága, Maladype Színház)

### A legjobb férfi mellékszereplő
- Kulka János (Egyszer élünk avagy a tenger azontúl tűnik semmiségbe, Nemzeti Színház)

Kaszás Gergő (Prolik, Egri Gárdonyi Géza Színház)
Kocsis Pál (Játék a kastélyban, Kaposvári Csiky Gergely Színház)

### A legjobb díszlet
- Antal Csaba (Mefistofele, Magyar Állami Operaház)

Bagossy Levente (János király,  Örkény Színház)
Olekszandr Bilozub (Mesés férfiak szárnyakkal, Debreceni Csokonai Színház)

### A legjobb jelmez
- Ignjatovič Kristina (János király, Örkény Színház)

Carmencita Brojboiu (Leonce és Léna, Kolozsvári Állami Magyar Színház)
Remete Kriszta (Egyszer élünk avagy a tenger azontúl tűnik semmiségbe, Nemzeti Színház)

### A legjobb színházi zene
- Bella Máté (Magyar ünnep, Nemzeti Színház)

Kovács Márton (Egyszer élünk avagy a tenger azontúl tűnik semmiségbe, Nemzeti Színház)
Matkó Tamás (Troilus és Cressida, Forte Társulat – Gyulai Várszínház)

### A legígéretesebb pályakezdő
- Orosz Ákos (Maladype Társulat)

Bercsényi Péter (Budapest Bábszínház)
Mészáros Piroska (Nemzeti Színház)

### Különdíj
- Bíró Kriszta a nőNYUGAT című előadás létrehozásáért

Csizmadia Tibor az egri Gárdonyi Géza Színház elmúlt tíz évéért
Orlai Tibor a minőségi szórakoztató produkciókért

### Életműdíj
- Törőcsik Mari

### Budapest értékei-díj
- Zsámbéki Gábor a Katona József Színház három évtizedes szakmai és művészeti vezetéséért, a színház nemzetközi sikereiért

## 2011/2012

### A legjobb új magyar dráma
- Székely Csaba: Bányavirág

Kovács Krisztina – Térey János: Protokoll
Pintér Béla: Kaisers TV, Ungarn

### A legjobb előadás
- Tadeusz Słobodzianek: A mi osztályunk (Katona József Színház, rendezte: Máté Gábor)

Székely Csaba: Bányavirág (Yorick Stúdió – Marosvásárhelyi Nemzeti Színház Tompa Miklós Társulata, rendezte: Sebestyén Aba)
William Shakespeare: A vihar (Örkény Színház, rendezte: Bagossy László)

### A legjobb rendezés
- Zsótér Sándor (Vágyvillamos, Radnóti Színház)

Alföldi Róbert (Hamlet, Nemzeti Színház)
Máté Gábor (A mi osztályunk, Katona József Színház)

### A legjobb zenés/szórakoztató előadás
- Kálmán Imre – Leo Stein – Bela Jenbach – Békeffy István – Kellér Dezső – Gábor Andor után Mohácsi István – Mohácsi János: A csárdáskirálynő avagy 1916 (Székesfehérvári Vörösmarty Színház, rendezte: Mohácsi János)

Georges Feydeau: Bolha a fülbe (Radnóti Színház, rendezte: Mohácsi János)
Musik, musikk, musique (Katona József Színház – Művészetek Palotája – Budapesti Tavaszi Fesztivál, rendezte: Pelsőczy Réka)

### A legjobb független színházi előadás
- Pintér Béla: Kaisers TV, Ungarn (Pintér Béla és Társulata, rendezte: Pintér Béla)

Székely Csaba: Bányavirág (Yorick Stúdió – Marosvásárhelyi Nemzeti Színház Tompa Miklós Társulata, rendezte: Sebestyén Aba)
Schilling Árpád: Krízis-trilógia (A papnő) (Krétakör, rendezte: Fancsikai Péter, Gulyás Márton és Schilling Árpád)

### A legjobb gyerek- és ifjúsági előadás
- Zalán Tibor: Szamár a torony tetején (Stúdió K, rendezte: Fodor Tamás)

Tasnádi István: East Balkán (Bárka Színház, rendezte: Vidovszky György)
Ulrich Hub: Náthán gyermekei (Nemzeti Színház, rendezte: Gigor Attila)

### A legjobb női főszereplő
- Kováts Adél (Vágyvillamos, Radnóti Színház)

Kerekes Éva (Mi történt, miután Nóra elhagyta a férjét, avagy a társaságok támaszai, Örkény Színház)
Kézdi Imola (Hedda Gabler, Kolozsvári Állami Magyar Színház)

### A legjobb férfi főszereplő
- Fekete Ernő (Protokoll, Radnóti Színház)

Gálffi László (A vihar, Örkény Színház)
Keresztes Tamás (Woyzeck, Katona József Színház)
Polgár Csaba (Peer Gynt, Örkény Színház)

### A legjobb női mellékszereplő
- Stefanovics Angéla (Kaisers TV, Ungarn, Pintér Béla és Társulata)

Kerekes Éva (Peer Gynt, Örkény Színház)
Molnár Piroska (A tanítónő, Nemzeti Színház)
Takács Nóra Diána (Tarelkin (halála) élete, Örkény Színház)

### A legjobb férfi mellékszereplő
- Rába Roland (Hamlet, Nemzeti Színház)

Hatházi András (Hedda Gabler, Kolozsvári Állami Magyar Színház)
Schneider Zoltán (Vágyvillamos, Radnóti Színház)

### A legjobb díszlet
- Ambrus Mária (Vágyvillamos, Radnóti Színház)

Menczel Róbert (Hamlet, Nemzeti Színház)
Helmut Stürmer (Scapin, a szemfényvesztő, Debreceni Csokonai Színház)

### A legjobb jelmez
- Remete Kriszta (Szentivánéji álom, Szombathelyi Weöres Sándor Színház)

Izsák Lili (A filozófus, Katona József Színház)
Nagy Fruzsina (Tarelkin (halála) élete, Örkény Színház)

### A legjobb színházi zene
- Kovács Márton (Szentivánéji álom, Szombathelyi Weöres Sándor Színház)

Kéménczy Antal (Kaisers TV, Ungarn, Pintér Béla és Társulata)
Matkó Tamás (Peer Gynt, Örkény Színház)
Kákonyi Árpád és Matkó Tamás (Virágos Magyarország, Katona József Színház)

### A legígéretesebb pályakezdő
- Lábodi Ádám (A csárdáskirálynő avagy 1916, Székesfehérvári Vörösmarty Színház)

Petrik Andrea (Radnóti Színház)
Tasnádi Bence (Katona József Színház)

### Különdíj
- Szabó György a Trafó elmúlt tizenhárom évéért

A Katona József Színház Gondnokság című sorozata készítőinek
Nádasy Erika és Szegvári Menyhért az egri Fszt. 2. Színház létrehozásáért

### Életműdíj
- Senkálszky Endre

## 2012/2013
A legjobb új magyar dráma: Székely Csaba: Bányavakság
A legjobb előadás: Henrik Ibsen: A nép ellensége (Katona József Színház, rendezte: Zsámbéki Gábor)
A legjobb rendezés: Andrei Șerban (Angyalok amerikában, Nemzeti Színház)
A legjobb zenés/szórakoztató előadás: Szigligeti Ede – Mohácsi János – Mohácsi István: Liliomfi (Örkény Színház, rendezte: Mohácsi János)
A legjobb független színházi előadás: Kovács Márton – Mohácsi János: A Dohány utcai seriff (Füge Produkció – Kaposvári Egyetem, rendezte: Mohácsi János)
A legjobb gyerek- és ifjúsági előadás: Jane Teller: Semmi (Budapest Bábszínház, rendezte: Hoffer Károly)
A legjobb női főszereplő: Csákányi Eszter (A 42. hét, Pintér Béla és Társulata) és Eszenyi Enikő (Jóembert keresünk, Vígszínház)
A legjobb férfi főszereplő: Stohl András (Mephisto, Nemzeti Színház)
A legjobb női mellékszereplő: Tenki Réka (Sirály, Nemzeti Színház)
A legjobb férfi mellékszereplő: Bányai Kelemen Barna (Bányavakság, Yorick Stúdió – Marosvásárhelyi Nemzeti Színház Tompa Miklós Társulata)
A legjobb díszlet: Izsák Lili (Angyalok amerikában, Nemzeti Színház)
A legjobb jelmez: Remete Kriszta (Liliomfi, Örkény Színház)
A legjobb színházi zene: Kovács Márton (A Dohány utcai seriff, Füge Produkció – Kaposvári Egyetem; Liliomfi, Örkény Színház,)
A legígéretesebb pályakezdő: Tasnádi Bence (Katona József Színház)
Különdíj: Orlai Tibor produceri tevékenységéért
Életműdíj: Zsámbéki Gábor

## 2013/2014
A legjobb új magyar dráma: Pintér Béla: Titkaink
A legjobb előadás: Pintér Béla: Titkaink (Pintér Béla és Társulata, rendezte: Pintér Béla)
A legjobb rendezés: Bagossy László (Hamlet, Örkény István Színház)
A legjobb zenés/szórakoztató előadás: John Kander – Fred Ebb – Bob Fosse: Chicago (Centrál Színház, rendezte: Bozsik Yvette)
A legjobb független színházi előadás: Helen Edmundson: Irtás (Forte Társulat – Szkéné Színház, rendezte: Horváth Csaba)
A legjobb gyerek- és ifjúsági előadás: Marék Veronika: Boribon és Annipanni (Budapest Bábszínház, rendezte: Ellinger Edina)
A legjobb női főszereplő: Szandtner Anna (Stuart Mária, Örkény István Színház)
A legjobb férfi főszereplő: Fodor Tamás (I. Erzsébet, Vádli Alkalmi Színházi Társulás – Füge Produkció – Szkéné Színház)
A legjobb női mellékszereplő: Bozó Andrea (Bányavíz, Szkéné Színház)
A legjobb férfi mellékszereplő: Kaszás Gergő (I. Erzsébet, Vádli Alkalmi Színházi Társulás – Füge Produkció – Szkéné Színház) és Krisztik Csaba (Lear király, Székesfehérvári Vörösmarty Színház és Irtás, Forte Társulat – Szkéné Színház)
A legjobb díszlet: Balázs Juli (A revizor, Vígszínház – Szputnyik Hajózási Társaság)
A legjobb jelmez: Izsák Lili és Kálmán Eszter (Stuart Mária, Örkény István Színház)
A legjobb színházi zene: Kovács Márton (A képzelt beteg, Örkény István Színház)
A legígéretesebb pályakezdő: Lovas Rozi
Különdíj: A Ganymed Goes to Europe alkotóinak
Életműdíj: Fodor Tamás

## 2014/2015
A legjobb új magyar dráma: Székely Csaba: Vitéz Mihály
A legjobb előadás: Kovács Márton – Mohácsi János – Mohácsi István: e föld befogad avagy SZÁMODRA HELY (Örkény István Színház, rendezte: Mohácsi János)
A legjobb rendezés: Zsótér Sándor (Brand, Nemzeti Színház)
A legjobb zenés/szórakoztató előadás: Joe Masteroff – John Kander – Fred Ebb: Kabaré (Budapest Bábszínház, rendezte: Alföldi Róbert) és Bertolt Brecht – Kurt Weill: Koldusopera (Vígszínház – Szputnyik Hajózási Társaság, rendezte: Bodó Viktor)
A legjobb független színházi előadás: Heinrich von Kleist: A heilbronni Katica (Szputnyik Hajózási Társaság, rendezte: Kovács D. Dániel)
A legjobb gyerek- és ifjúsági előadás: Parti Nagy Lajos: Maya hajója (Stúdió K Színház – Tatabányai Jászai Mari Színház, Népház, rendezte: Fodor Tamás)
A legjobb női főszereplő: Krizsán Szilvia (Bánk bán, Újvidéki Színház)
A legjobb férfi főszereplő: Trill Zsolt (Brand, Nemzeti Színház)
A legjobb női mellékszereplő: Monori Lili (Faust I-II., Katona József Színház)
A legjobb férfi mellékszereplő: Bercsényi Péter (Kabaré, Budapest Bábszínház)
A legjobb díszlet: Ágh Márton (Faust I-II., Katona József Színház)
A legjobb jelmez: Pilinyi Márta (Vitéz Mihály, Szombathelyi Weöres Sándor Színház)
A legjobb színházi zene: Dargay Marcell (Faust I-II., Katona József Színház)
A legígéretesebb pályakezdő: ifj. Vidnyánszky Attila
Különdíj: Márton László a Faust I-II. újrafordításáért
Életműdíj: Molnár Piroska

## 2015/2016
A legjobb új magyar dráma: Pintér Béla: A bajnok
A legjobb előadás: Bartis Attila: A nyugalom (Marosvásárhelyi Nemzeti Színház Tompa Miklós Társulat, rendezte: Radu Afrim)
A legjobb rendezés: Zsótér Sándor (Galilei élete, Nemzeti Színház)
A legjobb zenés/szórakoztató előadás: Henry Lewis – Jonathan Sayer – Henry Shields: Ma este megbukunk (Centrál Színház, rendezte: Mark Bell)
A legjobb független színházi előadás: Heinrich von Kleist: Kohlhaas (Zsámbéki Színházi Bázis – Szkéné Színház – MASZK Egyesület (Szeged), rendezte: Hegymegi Máté)
A legjobb gyerek- és ifjúsági előadás: Gimesi Dóra: Az időnk rövid története (ESZME – Vaskakas Bábszínház, rendezte: Hoffer Károly)
A legjobb női főszereplő: Tenki Réka (Egyasszony, Orlai Produkciós Irod és FÜGE Produkció)
A legjobb férfi főszereplő: Trill Zsolt (Galilei élete, Nemzeti Színház)
A legjobb női mellékszereplő: Csombor Teréz (Macska a forró bádogtetőn, Kecskeméti Katona József Színház)
A legjobb férfi mellékszereplő: Tasnádi Bence (Az Olaszliszkai, Katona József Színház)
A legjobb díszlet: Adrian Damian (A nyugalom, Marosvásárhelyi Nemzeti Színház Tompa Miklós Társulat) és Ágh Márton (Látszatélet, Proton Színház)
A legjobb jelmez: Bajkó Blanka Alíz (Úrhatnám polgár, Sepsiszentgyörgyi Tamási Áron Színház)
A legjobb színházi zene: Kákonyi Árpád (Mesél a bécsi erdő, Örkény István Színház)
A legígéretesebb pályakezdő: Kovács D. Dániel
Különdíj: Tünet Együttes a Sóvirág című előadásért
Életműdíj: Székely Gábor

## 2016/2017

### A legjobb új magyar dráma/színpadi szöveg
- Znajkay Zsófia: Az ölében én

Dragomán György: Kalucsni
Gáspár Ildikó: József és testvérei (Thomas Mann nyomán)

### A legjobb előadás
- Móricz Zsigmond – Rusznyák Gábor: Kivilágos kivirradtig (Miskolci Nemzeti Színház, rendezte: Rusznyák Gábor)

Bertolt Brecht – Paul Dessau: A kaukázusi krétakör (Katona József Színház, rendezte: Székely Kriszta)
Gáspár Ildikó – Thomas Mann: József és testvérei (Örkény Színház, rendezte: Gáspár Ildikó és Ascher Tamás)

### A legjobb rendezés
- Székely Kriszta (A kaukázusi krétakör, Katona József Színház)Székely Kriszta (A kaukázusi krétakör, Katona József Színház)

Rusznyák Gábor (Kivilágos kivirradtig, Miskolci Nemzeti Színház)
Bocsárdi László (Liliom, Sepsiszentgyörgyi Tamási Áron Színház)

### A legjobb zenés/szórakoztató előadás
- Dés László – Geszti Péter – Grecsó Krisztián: A Pál utcai fiúk (Vígszínház, rendezte: Marton László)

Szirmai Albert – Bakonyi Károly – Gábor Andor: Mágnás Miska (Kecskeméti Katona József Színház, rendezte: Rusznyák Gábor)
Alan Jay Lerner – Frederick Loewe – Baráthy György: My Fair Lady (Centrál Színház, rendezte: Puskás Tamás)

### A legjobb független színházi előadás
- Henrik Ibsen: Peer Gynt (Stúdió K Színház, rendezte: Hegymegi Máté)

Matei Vișniec: Dada Cabaret (Maladype Színház – Farkas Gábor Gábriel zenekara – CAFe Budapest – Átrium Film-Színház, rendezte: Balázs Zoltán)
Hajdu Szabolcs: Kálmán-nap (Látókép Ensemble, rendezte: Hajdu Szabolcs)

### A legjobb gyerek- és ifjúsági előadás
- Szálinger Balázs: A csillagszemű juhász (Budapest Bábszínház, rendezte: Markó Róbert)

Benkó Bence – Fábián Péter: Hantocska (Celldömölki Soltis Lajos Színház – k2 Színház, rendezte: Benkó Bence és Fábián Péter)
Lázár Ervin – Závada Péter – Szirtes Edina Mókus: Szegény Dzsoni és Árnika (Budapesti Operettszínház, rendezte: Szenteczki Zita)

### A legjobb női főszereplő
- Ónodi Eszter (Nóra – Karácsony Helmeréknél, Katona József Színház)

Kováts Adél (Futótűz, Radnóti Színház)
Pálmai Anna (A kaukázusi krétakör, Katona József Színház)

### A legjobb férfi főszereplő
- Keresztes Tamás (Egy őrült naplója, Katona József Színház – FÜGE – MASZK Egyesület (Szeged) – Orlai Produkciós Iroda)

Kocsis Pál (Apátlanul (Platonov), Kecskeméti Katona József Színház)
Nagypál Gábor (Peer Gynt, Stúdió K Színház)

### A legjobb női mellékszereplő
- Csomós Mari (A játékos, Radnóti Színház)

Szirtes Ági (A kaukázusi krétakör, Katona József Színház)
Vasvári Emese (Bányavakság, Kassai Thália Színház – Komáromi Jókai Színház)

### A legjobb férfi mellékszereplő
- Friedenthal Zoltán (Szívszakadtig, Pintér Béla és Társulata)

Kocsis Gergely (A kaukázusi krétakör, Katona József Színház)
Stohl András (Bűn és bűnhődés, Vígszínház)

### A legjobb díszlet
- Fekete Anna (Bádogdob, Katona József Színház)

Pater Sparrow (Iván, a rettenet, Radnóti Színház)
Irina Moscu (Retromadár blokknak csapódik és forró aszfaltra zuhan, Marosvásárhelyi Nemzeti Színház Tompa Miklós Társulat)

### A legjobb jelmez
- Nagy Fruzsina (Nóra – Karácsony Helmeréknél, Katona József Színház)

Kálmán Eszter (Bádogdob, Katona József Színház)
Irina Moscu (Retromadár blokknak csapódik és forró aszfaltra zuhan, Marosvásárhelyi Nemzeti Színház Tompa Miklós Társulat)

### A legjobb színházi zene
- Dés László (A Pál utcai fiúk, Vígszínház)

Kovács Márton (Kivilágos kivirradtig, Miskolci Nemzeti Színház)
Spilák Lajos (Szürke galamb, Stúdió K Színház)

### A legígéretesebb pályakezdő
- Székely Kriszta (A kaukázusi krétakör, Kreatív kapcsolatok, Nóra – karácsony Helmeréknél)

Patkós Márton (József és testvérei)
Znajkay Zsófia (Az ölében én)

### Különdíj
- B. Török Fruzsina, Marton László és Hegedűs D. Géza a Hallgatni akartam című Márai-estért

Szalai Kriszta a Maradjunk annyiban! című produkcióért
A Sajátszínház programsorozatért az alkotóknak és résztvevőknek

### Életműdíj
- Radnóti Zsuzsa

## 2017/2018
A legjobb új magyar dráma: Závada Pál–Mohácsi István–Mohácsi János: Egy piaci nap
A legjobb előadás: Borisz Davidovics síremléke (Újvidéki Színház, rendezte: Alekszandar Popovszki)
A legjobb rendezés: A salemi boszorkányok (szombathelyi Weöres Sándor Színház, rendezte: Alföldi Róbert)
A legjobb zenés/szórakoztató előadás: Chioggiai csetepaté (sepsiszentgyörgyi Tamási Áron Színház, rendezte: Sardar Tagirovsky)
A legjobb független színházi előadás: Utas és holdvilág (TÁP Színház–Trafó, rendezte: Vajdai Vilmos)
A legjobb gyerek- és ifjúsági előadás: Antigoné (k2 Színház, rendezte: Fábián Péter)
A legjobb női főszereplő: Hernádi Judit (A félelem megeszi a lelket, Átrium–Kultúrbrigád)
A legjobb férfi főszereplő: Alföldi Róbert (III. Richárd, Radnóti Színház)
A legjobb női mellékszereplő: Jordán Adél (Ascher Tamás Háromszéken, Katona József Színház–Pintér Péla és Társulata)
A legjobb férfi mellékszereplő: László Zsolt (III. Richárd, Radnóti Színház)
A legjobb díszlet: Rosmersholm (Kolozsvári Állami Magyar Színház, tervezte: Andrij és Daniel Zsoldak)
A legjobb jelmez: Alice (sepsiszentgyörgyi Tamási Áron Színház, tervezte: Kiss Zsuzsanna)
A legjobb színházi zene: Alice (sepsiszentgyörgyi Tamási Áron Színház, zeneszerző: sZempöl Offchestra)
A legígéretesebb pályakezdő: Korodi Janka és Sodró Eliza
Különdíj: A Weöres Sándor Színház első tízéves korszakáért
Életműdíj: Lázár Kati
Kurázsi díj: Sárosdi Lilla

## 2018/2019
A legjobb új magyar dráma/színpadi szöveg: Kelemen Kristóf: Megfigyelők és Székely Csaba: 10
A legjobb előadás: 10 (Radnóti Színház, rendező: Sebestyén Aba)
A legjobb rendezés: A Platonov (Katona József Színház, rendező: Székely Kriszta)
A legjobb zenés/szórakoztató előadás: Chicago (Vörösmarty Színház, Székesfehérvár; rendező: Horváth Csaba)
A legjobb független színházi előadás: Megfigyelők (Trafó Kortárs Művészetek Háza, rendező: Kelemen Kristóf)
A legjobb gyerek- és ifjúsági előadás: Lúdas Matyi (Bóbita Bábszínház, Pécs; rendező: Markó Róbert)
A legjobb női főszereplő: Mészáros Blanka (Jeanne d’Arc – a jelenidő vitrinében, Katona József Színház)
A legjobb férfi főszereplő: Görög László (A velencei kalmár, Miskolci Nemzeti Színház)
A legjobb női mellékszereplő: Kerekes Éva (Patika, Örkény Színház)
A legjobb férfi mellékszereplő: Znamenák István (Patika, Örkény Színház)
A legjobb díszlet: A vihar (Budapest Bábszínház, tervező: Cziegler Balázs)
A legjobb jelmez: Az Ügy (Soharóza–Trafó Kortárs Művészetek Háza–CAFe Budapest Kortárs Művészeti Fesztivál, tervező: Nagy Fruzsina)
A legjobb színházi zene: 10 (Radnóti Színház, zeneszerző: Cári Tibor)
A legígéretesebb pályakezdő: Tarnóczi Jakab
Különdíj: Radnai Annamária

## 2019/2021
Életműdíj: Szakács Györgyi
Posztumusz különdíj: Lengyel Anna
Kurázsi díj: a Színház- és Filmművészeti Egyetem hallgatói és oktatói
Különdíj: Trafó – Kortárs Művészetek Háza
A legígéretesebb pályakezdő: Nagy Péter István
A legjobb színészi alakítás: Béres Márta (Anna Karenina, Újvidéki Színház)
A legjobb előadás: Kertész utcai Shaxpeare-mosó (Örkény Színház, rendező: Bodó Viktor)

## 2021/2022
A legjobb új magyar dráma: Spiró György: Főtitkárok és Térey János–Bíró Bence–Dömötör András: Káli holtak
A legjobb előadás: Káli holtak – Katona József Színház; rendező: Dömötör András  és Melancholy rooms – Katona József Színház; rendező: Tarnóczi Jakab
A legjobb rendezés: Káli holtak – Katona József Színház; rendező: Dömötör András
A legjobb zenés/szórakoztató előadás: Producerek – Miskolci Nemzeti Színház; rendező: Béres Attila
A legjobb független színházi előadás: Demerung (Csehov Meggyeskertje) – Narratíva Kollektíva; rendező: Hegymegi Máté, Kovács D. Dániel
A legjobb gyerek- és ifjúsági előadás: Lili és a bátorság – Kőszegi Várszínház–Mesebolt Bábszínház, Szombathely–Vojtina Bábszínház, Debrecen; rendező: Somogyi Tamás
A legjobb női főszereplő: Pallagi Melitta – Heilbronni Katica; Stúdió K Színház
A legjobb férfi főszereplő: Tasnádi Bence – Káli holtak; Katona József Színház
A legjobb női mellékszereplő: Fullajtár Andrea – Káli holtak; Katona József Színház
A legjobb férfi mellékszereplő: Mészáros Béla – Isten, haza, család; Katona József Színház
A legjobb díszlet: Melancholy rooms – Katona József Színház; tervező: Giliga Ilka
A legjobb jelmez: 33 változat Haydn koponyára – Örkény István Színház; tervező: Nagy Fruzsina
A legjobb színházi zene: Melancholy rooms – Katona József Színház; zeneszerző: Bencsik Levente, Hunyadi Máté
A legígéretesebb pályakezdő: Borsi-Balogh Máté  – Örkény István Színház
Különdíj: AlkalMáté Trupp
Életműdíj: Cserhalmi György

## 2022/2023
Életműdíj: Ecsedi Erzsébet
Jövő díj: Soltis Lajos Színház, Celldömölk
A legjobb független színházi előadás: Ki ölte meg az apámat? (ESZME – FÜGE, rendező: Szenteczki Zita, Kovács Domokos)
A legjobb kőszínházi előadás: Kivilágos kivirradtig (Weöres Sándor Színház, Szombathely – Forte Társulat, rendező: Horváth Csaba)
A legjobb szórakoztató színházi előadás: The Black Rider (Örkény István Színház, rendező: Polgár Csaba)
A legjobb gyerek- és ifjúsági színházi előadás: Kócos macskaember-kölyök (Gólem Színház, rendező: Cseri Hanna)
A legjobb rendezés: Kivilágos kivirradtig (Weöres Sándor Színház, Szombathely – Forte Társulat, rendező: Horváth Csaba)
A legjobb női főszereplő: Imre Éva (Ifjú barbárok, Kolozsvári Állami Magyar Színház – Gyulai Várszínház)
A legjobb férfi főszereplő: Mácsai Pál (Solness, Örkény István Színház)
A legjobb női epizódszereplő: Szaplonczay Mária (Solness, Örkény István Színház)
A legjobb férfi epizódszereplő: Gyulai-Zékány István (Kivilágos kivirradtig, Weöres Sándor Színház, Szombathely – Forte Társulat)
A legígéretesebb pályakezdő: Cseri Hanna
A legjobb új magyar dráma/színpadi szöveg: Bíró Bence: magyartenger
A legjobb díszlet: A kastély (Vígszínház, tervező: Schnábel Zita)
A legjobb jelmez: The Black Rider (Örkény István Színház, tervező: Izsák Lili)
A legjobb színházi zene: Az utolsó bárány (Budapest Bábszínház, zeneszerző: Cseri Hanna)
Különdíj: Hoffer Károly, a Dekameron 2023 című előadás bábjaiért

## 2023/2024
Életműdíj: Hernyák György